# Studenzen
Studenzen ist eine ehemalige Gemeinde mit 686 Einwohnern (Stand: 1. Jänner 2017) im Bezirk Südoststeiermark, Steiermark, Österreich. Im Rahmen der Gemeindestrukturreform in der Steiermark ist sie seit 2015 mit den Gemeinden Fladnitz im Raabtal, Oberdorf am Hochegg und Kirchberg an der Raab zusammengeschlossen, die neue Gemeinde führt den Namen Kirchberg an der Raab weiter. Grundlage dafür ist das Steiermärkische Gemeindestrukturreformgesetz – StGsrG.

## Geografie

### Geografische Lage

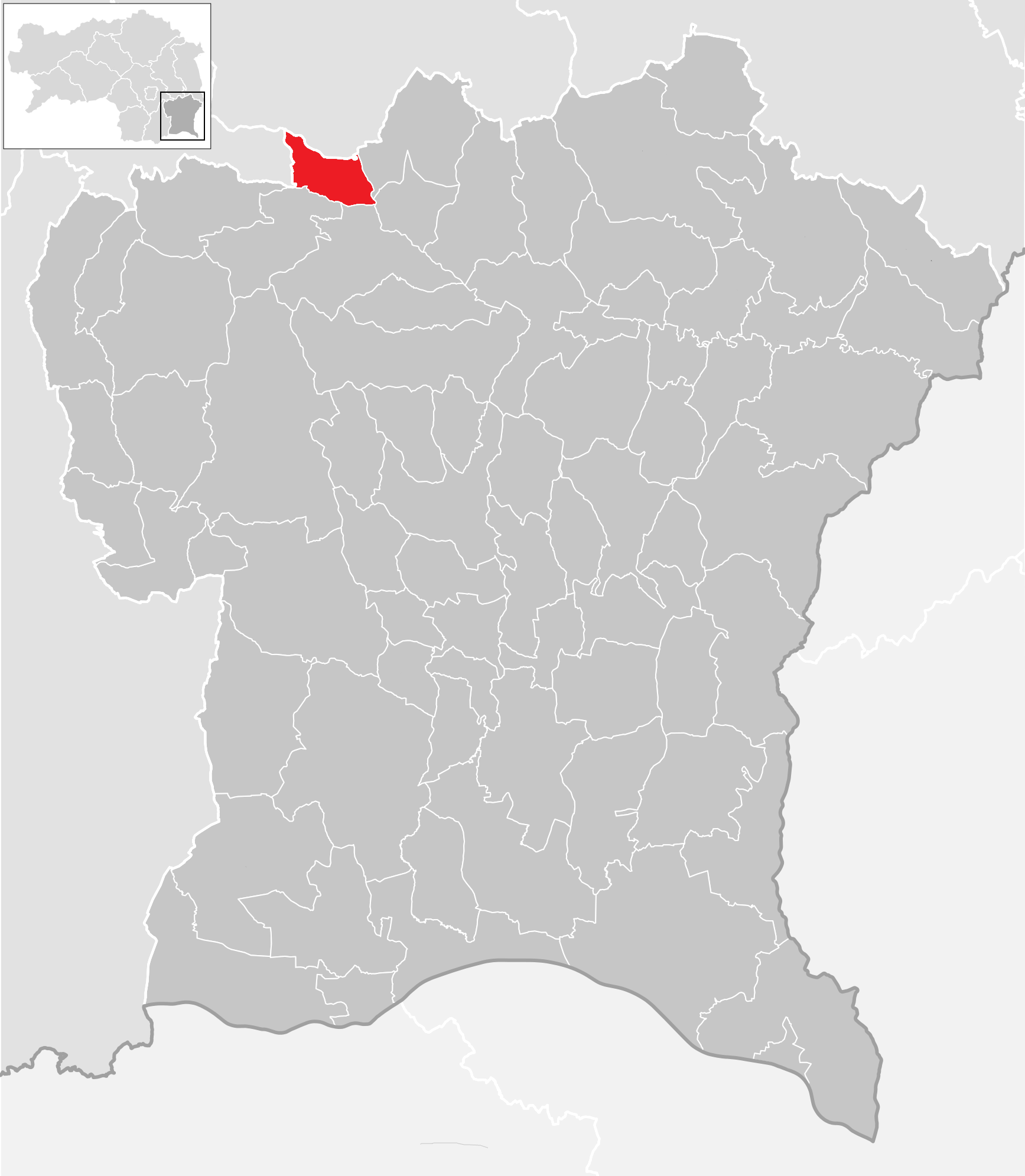
Lage der ehemaligen Gemeinde im Bezirk Südoststeiermark

Studenzen liegt circa 26 km östlich von Graz und etwa 10 km nordwestlich der Bezirkshauptstadt Feldbach im Oststeirischen Hügelland. Studenzen ist das Tor zum Vulkanland.

### Gliederung
Das ehemalige Gemeindegebiet umfasste zwei Ortschaften (Bevölkerung am 1. Jänner 2017):
- Siegersdorf (234)
- Studenzen (452)

Die Gemeinde bestand aus der einzigen Katastralgemeinde Studenzen.

### Ehemalige Nachbargemeinden
- im Norden: Sankt Margarethen an der Raab
- im Osten: Eichkögl und Fladnitz im Raabtal
- im Süden: Kirchberg an der Raab und Oberdorf am Hochegg
- im Westen: Sankt Marein bei Graz

## Geschichte
Der Ortsname stammt vom slawischen studenica = „Kaltenbach“.

### Bevölkerungsentwicklung der ehemaligen Gemeinde

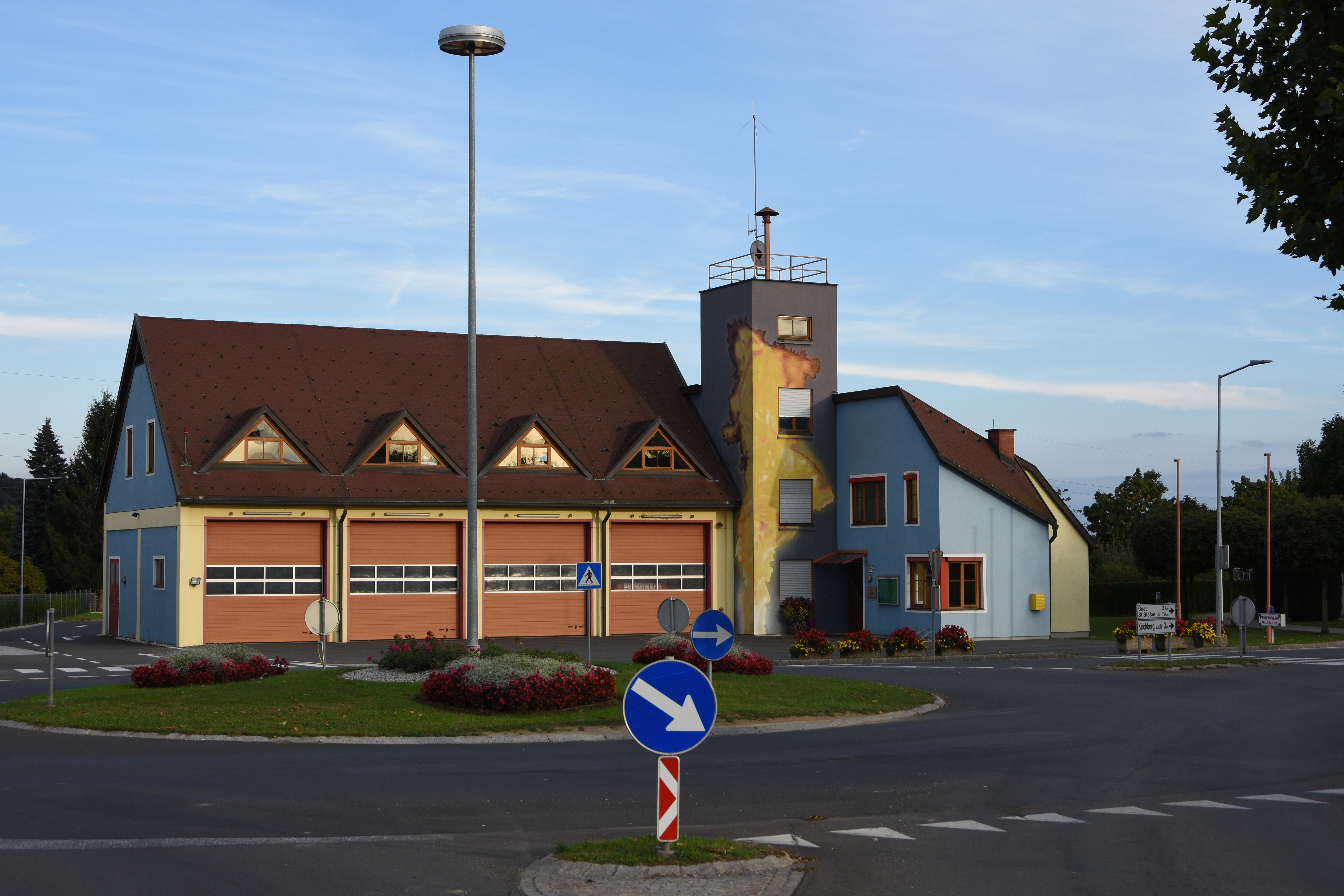
Feuerwehrhaus Studenzen

## Wirtschaft und Infrastruktur

### Verkehr
Studenzen ist von Graz bzw. Gleisdorf über die steirische Ostbahn erreichbar.

## Politik

### Gemeinderat
Der Gemeinderat besteht bis Ende 2014 aus neun Mitgliedern und setzte sich seit der Gemeinderatswahl 2010 aus Mandaten der folgenden Parteien zusammen:
- 6 ÖVP – stellte Bürgermeister und Vizebürgermeister
- 3 SPÖ

Letzter Bürgermeister war Walter Bechter (ÖVP).

### Wappen
Die Verleihung des Gemeindewappens erfolgte mit Wirkung vom 1. April 2001. Wegen der Gemeindezusammenlegung verlor dieses mit 1. Jänner 2015 seine offizielle Gültigkeit.

Die Blasonierung (Wappenbeschreibung) lautete:
„Ein Schild von Rot und Blau, von einem silbernen beblätterten und befruchteten zweifach gebogenen Rüsterzweig schräggeviert, darin in Blau rechts in Draufsicht ein silberner Brunnen, links ein silberner Mühlstein.“